# Nativitat Ayala
Nativitat Ayala (Sabadell, 1956), més coneguda com Nati Ayala, és una pintora catalana oriünda de Sabadell que se situa en la generació d’artistes de la ciutat dels 80.

## Biografia
Va estudiar a l'Escola Massana de Barcelona entre 1975 i 1980 i es va graduar en Arts i Oficis per l'Escola Llotja. Igualment, va assistir a les sessions del Cercle Artístic de Sant Lluc. Entre 1981 i 1987 va fer la carrera de Belles Arts a la Universitat de Barcelona, on es va llicenciar en l'especialitat de pintura.
En la dècada dels vuitanta va participar en diverses exposicions col·lectives i va ser seleccionada dues vegades per al premi de la Biennal d’Art del Vallès, que finalment va guanyar l’any 1989, amb obres de gran format, on mostrava un món poètic ple de referències simbòliques. Un any abans, havia pres part en l'exposició col·lectiva 6 de Sabadell organitzada per l’Estudi Quasar de la ciutat, que es va presentar al Centre Alexandre Cirici de l’Hospitalet de Llobregat, junt amb els pintors Miquel Forrellad i Isidre Manils, i l'escultor Toni Marquès, entre d'altres. Novament s’hi van poder veure obres de gran format, natures mortes amb una flor al centre, en les quals simulava el paisatge amb un collage que feia al·lusió a una arbrada.
Pel que va a les exposicions individuals, aquells anys va mostrar la seva obra a Sabadell i altres ciutats. L’any 1989 ho feia a Granollers, junt amb Antònia Vila, altre cop amb collages però també dibuixos, i el 1990 a Reus i Lleida, a més de la galeria Inge Maltus i l'Acadèmia de Belles Arts de Sabadell. En aquest moment les natures mortes se centraven en el tema de la mort, unes natures mortes irreals que pràcticament eren símbols, amb els espais irreals formats per perímetres plans que actuaven de suport als objectes. Per ajudar a crear atmosferes immaterials i sense perspectiva se servia del clarobscur, d’una manera gairebé barroca.
Als anys noranta va seguir treballant i desenvolupant el seu llenguatge pictòric i les seves natures mortes de gran format personals i barroques, tant pels elements compositius com per les tonalitats emprades. El setembre del 1991 les va exposar a les galeries Nova 3 i Inge Maltus de Sabadell i el 1992 va participar en l'exposició Dona art. art de dones, organitzada pel Grup de Dones de Sabadell amb la col·laboració de l'Ajuntament de Sabadell, la Coordinadora Feminista de Catalunya i Amèrica 500 anys, que es va presentar al Casal Pere Quart de la ciutat. Hi exposaven la seva obra un grup de dones artistes que, d’una manera o altra, estaven vinculades amb Sabadell: Marta Amer, Àngels Font, Pepa Beotas, Anna Vilarrubias, Patxo Gibert, Esther Minana, Beni López, Montse Roseli i Assumpció Oristrell. El mateix any també va exposar a la Galeria Inge Maltus de Sabadell junt amb Miquel Ángel Molina i Pep Sallés.
L’any següent, de nou a la Galeria Nova 3, sense abandonar el seu llenguatge poètic engrandia la paleta dels tons terrosos habituals amb tonalitats més lluminoses com el groc, el vermell, el verd i el blau. Introduïa també el cos humà que, en ocasions, gravitava dintre de l'espai pictòric. Va participar en l'exposició col·lectiva inaugural de la temporada a la Galeria Nova 3, el 1994, junt amb alguns dels artistes més consolidats de Sabadell: Alfons Borrell, Ramiro Fernández, Josep Madaula, Isidre Manils, Agustí Puig i Pep Sallés. A la mateixa ciutat, el 1995 va presentar una mostra individual a la Galeria Ignasi Boixareu.
L'exposició en solitari el juny de 1997 a la Galeria Nova 3 li va servir per presentar els treballs que havia fet des del 1994. Continuava amb les seves particulars natures mortes, en les quals afegia com a protagonistes instruments musicals, però ara les treballava en diferents dimensions i, puntualment, n’aclaria les tonalitats. Paral·lelament, va prendre part a la col·lectiva d’obra gràfica que es va exhibir al cafè Aroma de Sabadell, amb la col·laboració de la Sala Estripa’m.
Els anys següents va exposar a la Maison des Arts de la Ville d’Évreux (1999) i, individualment, a la Galeria Fidel Balaguer de Matadepera (2002). L'exposició que va presentar el 2006 a l'Alliance Française de Sabadell tenia com a fil conductor del mite d'Ícar i reunia un conjunt d’obres que convidaven a reflexionar sobre la vida i sobre nosaltres mateixos. Amb pocs colors investigava sobre les possibilitats que cadascun d’ell li podien proporcionar, treballant amb la quantitat de matisos que aportava cada color, amb una composició molt simple pel que fa als elements i alhora amb una expressivitat complexa.
Nati Ayala té també una trajectòria considerable com a docent. Entre 1981 i 1900 va ser professora de l’Escola Municipal d’Art de Sant Cugat del Vallès i ha impartit classes a la II Escola d’Estiu d’Art, Oficis i Disseny de la Diputació de Barcelona, a l’Escola Illa de Sabadell i a l’Acadèmia de Belles Arts de Sabadell.
Conserven obra de Nati Ayala el Museu de l’Hospitalet de Llobregat i el Museu d’Art de Sabadell, que en el seu centre de documentació també conserva documentació personal de l’artista.

## Il·lustració
Ha treballat també com a il·lustradora per a la revista Quadern de les idees, les arts i les lletres, de la Fundació Ars de Sabadell, i especialment per a Papers de Versàlia, un col·lectiu de poetes de la ciutat que des del 2001 treballen en diferents iniciatives per promoure la creació poètica i la seva difusió, donant també protagonisme a les arts plàstiques. És una col·laboradora habitual d’aquest grup, des de la seva creació, el logotip del qual va sorgir d’una il·lustració seva. En les vint-i-sis Plaquettes col·lectives d’aparició trimestral que es van publicar fins al 2010, cadascuna guiada per un motiu temàtic, Nati Ayala va ser convidada assíduament, junt amb altres artistes de la ciutat.
Va col·laborar en el llibre Fets pols! (Editorial Montflorit, 2004), un treball col·lectiu en el qual un grup d’escriptors i d’artistes utilitzaven el cementiri des d’un punt de vista creatiu i, defugint morbositats, buscaven el sentit vivencial i normalitzat de la mort dins de la societat moderna.
Igualment, Nati Ayala ha dibuixat cartells per a la Festa Major de Sabadell, ha participant en la col·lecció Agenda de l’Àmbit Serveis Editorials de Barcelona i ha fet diversos logotips, com el de la Casa Taulé de Sabadell o el de l’Escola Teresa Claramunt de la mateixa ciutat.
L’any 2018 va publicar el llibre El cel dins la pedra, que recull el llarg poema-riu, subdividit en 10 apartats i il·lustrat per ella mateixa, que la pintora va escriure en memòria de la seva filla Maria, que va morir el 2010.